# 普利兹克家族
普利兹克家族（英語：Pritzker family）是一个美国最富有的商业家族之一，居住于芝加哥，热衷慈善业。

## 历史
家族是乌克兰犹太裔，创始人雅科夫·普利兹克曾是基辅省的一个制糖厂经理，19世纪末移民美国。家族掌控凱悅酒店集團绝大多数股份，此外还拥有皇家加勒比國際遊輪等股份。
1979年设立普利兹克建筑奖，是全球最主要的建筑奖项之一。